# Jean-Christophe Spinosi
Pour les articles homonymes, voir Spinosi.
Jean-Christophe Spinosi, né le 2 septembre 1964 à Drancy, est un chef d'orchestre et violoniste français, fondateur en 1991 du Quatuor Matheus puis de l'Ensemble Matheus. Avec son ensemble, il a réalisé une série d’enregistrements consacrés à Vivaldi, compositeur dont de nombreux chefs-d'œuvre sont alors absents de la discographie.
Il est marié à la violoniste Françoise Paugam. Ils ont un fils Mathieu, né le 6 juin 1990, violoniste et acteur.

## Biographie
Jean-Christophe Spinosi interprète un large répertoire, de la musique baroque à la musique contemporaine, tant sur instruments modernes qu’historiques.
Il fonde en 1991 à Brest l’Ensemble Matheus, orchestre qui l’accompagnera dans le monde entier.
En 2005 avec l’Ensemble Matheus, il réalise une série d’enregistrements consacrés à Vivaldi, compositeur dont beaucoup d’œuvres sont encore absentes de la discographie. Plusieurs albums et quatre opéras seront produits. Simultanément, il continue d’interpréter le répertoire classique et romantique, ainsi que de nombreuses pièces des XXe et XXIe siècles.
Avec Philippe Jaroussky, il enregistre l’album Heroes pour EMI-Virgin Classics, triple disque d’or.
Pendant près d’une décennie, Jean-Christophe Spinosi a dirigé chaque saison, avec l’Ensemble Matheus, de nouvelles productions d’opéra au Théâtre du Châtelet, et se produit très régulièrement tant au Théâtre des Champs-Élysées qu’au Theater an der Wien ou au Wiener Staatsoper.
Il travaille depuis plusieurs années avec différents metteurs en scène comme Pierrick Sorin (La Pietra del Paragone de Rossini en 2007 et 2014), Oleg Kulik (Les Vêpres de la Vierge, de Monteverdi, en 2009), ou encore Claus Guth (Le Messie de Haendel au Theater an der Wien en 2009, explication plus bas), Patrice Caurier et Moshe Leiser (Otello de Rossini au Théâtre des Champs-Elysées et au Festival de Salzbourg en 2014).
Il est invité à diriger les grands compositeurs, notamment des XIXe et XXe siècles, par les principales phalanges symphoniques internationales, parmi lesquelles : le Deutsches Symphonie-Orchester Berlin, l'Orchestre de Paris, le Wiener Staatsoper, l'Orchestre Philharmonique de Monte-Carlo, le hr-Sinfonieorchester Frankfurt, l'Orchestre National du Capitole de Toulouse, le Scottish Chamber Orchestra, le New Japan Philharmonic, le Royal Stockholm Philharmonic Orchestra, le Rundfunk-Sinfonieorchester Berlin, le Wiener Symphoniker, le Radio-Symphonieorchester Wien, l’Orquesta Sinfónica de Castilla y León, le City of Birmingham Symphony Orchestra, la NDR Radiophilharmonie Hannover, le Mozarteum Orchester Salzburg, l’Orchestre du Festival de Verbier, le Handel and Haydn Society de Boston, le Moscow Chamber Orchestra, le Osaka Philharmonic Orchestra, le Konzerthausorchester Berlin, le Staatsoper Hamburg…
Après février 2013, au Theater an der Wien dans Le Comte Ory, Jean-Christophe Spinosi et Cecilia Bartoli continuent en 2014 leur collaboration en présentant deux autres opéras de Rossini, l’Otello au Théâtre des Champs-Elysées et au Festival de Salzbourg, La Cenerentola, toujours au Festival de Salzbourg. Ils ont également collaboré ensemble sur Le Comte Ory à l'Opernhaus de Zurich.
À la tête de l’Orchestre philharmonique de Monte-Carlo, il réalise deux enregistrements chez Deutsche Grammophon, Miroirs avec l’Ensemble Matheus et Lucifer.
La saison 2017/2018 se distingue par ses retrouvailles avec l’ensemble québécois Les Violons du Roy et la contralto Marie-Nicole Lemieux, une grandiose Carmen rassemblant les forces de l’Ensemble Matheus et de l’Orquesta Sinfónica de Castilla y León, La Cenerentola de Rossini à l’Opéra Royal de Stockholm, trois productions successives au Wiener Staatsoper (Carmen, Le Barbier de Séville et La Cenerentola) ainsi qu'un concert au Palais Princier de Monaco, à la tête de l’Orchestre Philharmonique de Monte-Carlo.
En 2024, il dirige l'orchestre à la cérémonie de clôture des jeux olympiques de Paris 2024, en accompagnant Zaho de Sagazan, et à la cérémonie d'ouverture des jeux paralympiques fin août, en reprenant notamment La Marseillaise dans une version réarrangée.

### Le Messieau Theater an der Wien en 2009
Cette version du Messie de Haendel par Jean-Christophe Spinosi et Claus Guth ressemble à un opéra moderne (décors et costumes) : l'"action" (si on peut dire les choses de cette façon) se déroule dans un hôtel, alternativement dans le hall d'accueil (doté d'un distributeur de cafés et de trois rangées de sièges), dans une chambre, dans les couloirs et dans la salle de réception, et tous les membres du chœur ainsi que les solistes sont vêtus comme dans la vie de tous les jours et semblent s'occuper comme ils peuvent en attendant l'arrivée d'une personne importante (un maire ? un préfet ? un PDG ?).

## Discographie
- Antonio Vivaldi (récital d'airs d'opéras d'Antonio Vivaldi), 2018
 avec Cecilia Bartoli et l'Ensemble Matheus. Decca Classic.
- Lucifer, Connesson, 2013, Orchestre Philharmonique de Monte Carlo. Deutsche Grammophon Universal
- Miroirs, Chostakovitch, Bacri, Bach, 2013; Ensemble Matheus, Malena Ernman, Deutsche Grammphone Universal
- La fida ninfa, Vivaldi, 2008
 avec Veronica Cangemi, Sandrine Piau, Marie-Nicole Lemieux, Lorenzo Regazzo, Philippe Jaroussky, Topi Lehtipuu, Sara Mingardo, Christian Senn; Ensemble Matheus. Opus111/Naïve
- Nisi Dominus, Stabat Mater, Vivaldi, 2008
avec Marie Nicole Lemieux, Philippe Jaroussky; Ensemble Matheus. Opus111/Naïve
- La pietra del paragone, Rossini, DVD, 2007 
 avec François Lis, Christian Senn, José Manuel Zapata, Sonia Prina, Jennifer Holloway, Laura Giordano, Joan Martín-Royo, Filippo Polinelli; Chorus of Teatro Regio di Parma; Ensemble Matheus. Recorded live at Théâtre du Châtelet, Paris, Opus111/Naïve
- Vivaldi, Heroes, 2007 
 avec Philippe Jaroussky, Ensemble Matheus. EMI-Virgin Classics
- Griselda, Vivaldi, 2006
 avec Simone Kermes, Marie-Nicole Lemieux, Veronica Cangemi, Philippe Jaroussky, Stefano Ferrari, Iestyn Davies; Ensemble Matheus. Opus111/Naïve
- Orlando furioso, Vivaldi, 2004 
 avec Marie-Nicole Lemieux, Jennifer Larmore, Verónica Cangemi, Ann Hallenberg, Philippe Jaroussky, Lorenzo Regazzo; Ensemble Matheus. Opus111/Naïve
- De Lhoyer : Duos et concerto pour guitare, 2004 
 avec Philippe Spinosi (guitar), Duo Spinosi, Ensemble Matheus. Opus111/Naïve
- La verità in cimento, Vivaldi, 2003
 avec Gemma Bertagnolli, Philippe Jaroussky, Sara Mingardo, Guillemette Laurens, Nathalie Stutzmann; Ensemble Matheus. Opus111/Naïve
- La notte, La tempesta di mare, Il gardellino, Vivaldi, 2003
 avec Ensemble Matheus. Opus111/Naive
- Vivaldi : Concerti Con Molti Strumenti, Vol. II, 1997
 avec Ensemble Matheus. Pierre Verany
- Vivaldi : Concerti Con Molti Strumenti, 1996
 avec Ensemble Matheus. Pierre Verany

## Distinctions
- Prix du syndicat de la critique 1996 : meilleur compositeur de musique de scène pour L'Illusion comique